# Ferrari 640
Ferrari 640 (также известный как Ferrari F1/89) — гоночный автомобиль с открытыми колёсами команды Scuderia Ferrari, выступавший в Чемпионате мира Формулы-1 сезона 1989 года.

## История

Найджел Мэнселл за рулём Ferrari 640.

Автомобиль сконструировал Джон Барнард, и это была первая Ferrari его дизайна. У 640 была острая носовая часть с узким монококом и выпуклыми боковыми понтонами, сконструированными для размещения радиаторов с максимальной аэродинамической эффективностью. Двигатель - 3,5-литровый, V-образный, 12-цилиндровый Ferrari тип 035, выдававший 660 л.с., что было неплохим достижением, принимая во внимание то, что это был первый атмосферный двигатель команды за предыдущие 7 лет. Однако большее внимание привлекала трансмиссия, с которой он агрегатировался, так как она включала в себя самую первую 7-ступенчатую полуавтоматическую коробку передач в Формуле-1. В своём дебютном сезоне она показала себя очень ненадёжной и была камнем преткновения для Ferrari в течение всего года. Тем не менее такие коробки передач стали нормой в середине 90-x. Большие работы по испытаниям и доводке были проведены тест-пилотом Роберто Морено в зимнее межсезонье.
Автомобиль оказался быстрым и выиграл свою дебютную гонку, несмотря на опасения по поводу ненадёжности, а также подвергся многим мелким модификациям, позволившим Мэнселлу и Бергеру одержать 3 победы, хотя последний не мог финишировать в первых одиннадцати гонках сезона. Шасси из углеродного волокна оказалось очень прочным, что позволило Бергеру выйти из аварии на высокой скорости в Сан-Марино всего лишь с небольшими ожогами рук и парой сломанных рёбер. Когда автомобиль добирался до финиша, он никогда не приходил ниже 3 места.
Значительно переработанная версия 640 появилась на Гран-при Мексики, с традиционным воздухозаборником двигателя выше и позади шлема гонщика.
Сезон Мэнселл завершил четвёртым с 38-ю очками, а Бергер - седьмым (21 очко). Ferrari финишировала третьей в Кубке Конструкторов с 59 очками.

## Результаты в чемпионате мира Формулы-1
| Год  | Шасси | Двигатель              | Шины | Пилоты  | 1    | 2    | 3    | 4    | 5    | 6    | 7    | 8    | 9    | 10   | 11   | 12   | 13   | 14  | 15   | 16   | Место | Очки |
| ---- | ----- | ---------------------- | ---- | ------- | ---- | ---- | ---- | ---- | ---- | ---- | ---- | ---- | ---- | ---- | ---- | ---- | ---- | --- | ---- | ---- | ----- | ---- |
| 1989 | 640   | Ferrari 035/5 3,5, V12 | G    |         | БРА  | САН  | МОН  | МЕК  | КАН  | США  | ФРА  | ВЕЛ  | ГЕР  | ВЕН  | БЕЛ  | ИТА  | ПОР  | ИСП | ЯПО  | АВС  | 3     | 59   |
| 1989 | 640   | Ferrari 035/5 3,5, V12 | G    | Мэнселл | 1    | Сход | Сход | Сход | Сход | ДСК  | 2    | 2    | 3    | 1    | 3    | Сход | Сход | НС  | Сход | Сход | 3     | 59   |
| 1989 | 640   | Ferrari 035/5 3,5, V12 | G    | Бергер  | Сход | Сход | НС   | Сход | Сход | Сход | Сход | Сход | Сход | Сход | Сход | 2    | 1    | 2   | Сход | Сход | 3     | 59   |

| Легенда к таблице |                                                                    |
| --- | ------------------------------------------------------------------ |
| В таблице перечислены результаты всех Гран-при Формулы-1, в которых использовался автомобиль. Строками таблицы являются сезоны, столбцами — этапы чемпионата мира. В каждой клетке указаны сокращённое название этапа и результат, дополнительно обозначенный цветом. Расшифровка обозначений и цветов представлена в нижеследующей таблице. |                                                                    |
| \| Пример \| Описание \| \| ------------ \| ------------------------------------------------------------------ \| \| 1 \| Победитель \| \| 2 \| Второе место \| \| 3 \| Третье место \| \| 5 \| Финишировал, заработав очки \| \| Сход \| Не финишировал, но при этом заработал очки \| \| 12 \| Финишировал, не получив очков \| \| НКЛ \| Финишировал, но не попал в финальную классификацию \| \| 15 \| Участвовал вне зачёта, либо по отдельной классификации \| \| 18 \| Не финишировал, но попал в финальную классификацию \| \| Сход \| Не финишировал \| \| НКВ \| Не прошёл квалификацию \| \| НПКВ \| Не прошёл предквалификацию \| \| ДСК \| Дисквалифицирован \| \| ИСК \| Исключён из протокола соревнований \| \| ТТ \| Заявлен для участия только в тренировках \| \| НС \| Участвовал в квалификации, но не стартовал в гонке \| \| Т \| Травмирован или болен \| \| ОТК \| Отказ от участия \| \| НТР \| Прибыл на соревнования, но на трассу не выезжал \| \| НПР \| Был заявлен в числе участников, но не прибыл к началу соревнований \| \| О \| Соревнования отменены \| \| \| Не участвовал \| \| Поул-позиция \| \| \| Быстрый круг \| \| |                                                                    |
| Пример | Описание                                                           |
| 1 | Победитель                                                         |
| 2 | Второе место                                                       |
| 3 | Третье место                                                       |
| 5 | Финишировал, заработав очки                                        |
| Сход | Не финишировал, но при этом заработал очки                         |
| 12 | Финишировал, не получив очков                                      |
| НКЛ | Финишировал, но не попал в финальную классификацию                 |
| 15 | Участвовал вне зачёта, либо по отдельной классификации             |
| 18 | Не финишировал, но попал в финальную классификацию                 |
| Сход | Не финишировал                                                     |
| НКВ | Не прошёл квалификацию                                             |
| НПКВ | Не прошёл предквалификацию                                         |
| ДСК | Дисквалифицирован                                                  |
| ИСК | Исключён из протокола соревнований                                 |
| ТТ | Заявлен для участия только в тренировках                           |
| НС | Участвовал в квалификации, но не стартовал в гонке                 |
| Т | Травмирован или болен                                              |
| ОТК | Отказ от участия                                                   |
| НТР | Прибыл на соревнования, но на трассу не выезжал                    |
| НПР | Был заявлен в числе участников, но не прибыл к началу соревнований |
| О | Соревнования отменены                                              |
| | Не участвовал                                                      |
| Поул-позиция |                                                                    |
| Быстрый круг |                                                                    |